# Augustin Palme

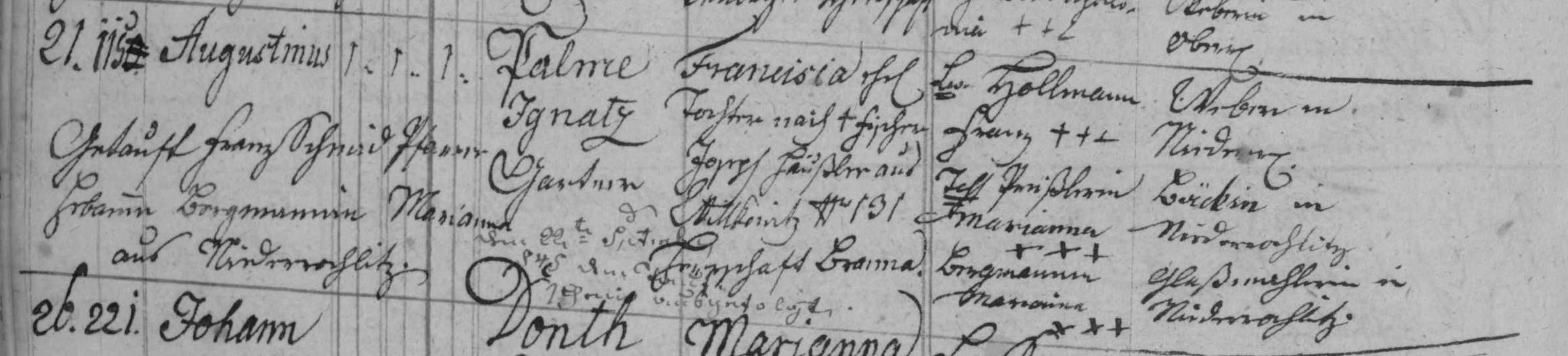
Záznam o narození a křtu, Augustin Palme

Augustin Palme, také August Palme nebo Franz Augustin Palme (21. listopadu 1808 Rokytnice nad Jizerou – 18. října 1897 Mnichov) byl německý malíř, narozený v Čechách.

## Život
Augustin Palme se narodil v rodině zahradníka Ignáce Palmeho a jeho manželky Františky, rozené Fischerové. Protože byl nadaný, začal se jako dvanáctiletý učit malířem porcelánu v Gebhardu (nynější Giebułtów) v dolním Slezsku. Dále studoval malířství na drážďanské akademii umění a od roku 1831 na Královské akademii výtvarných umění v Mnichově. 
V roce 1836 absolvoval studijní pobyt v Itálii. Po návratu ho zaměstnal ve svém ateliéru Julius Schnorr von Carolsfeld. Tam s ním pracovalo několik pomocníků. Maloval historické a náboženské obrazy.
S českým prostředím Palme neztratil kontakty. Byl členem Krasoumné jednoty a v letech 1839 a 1847 obesílal její pražské výstavy, lze ho označit za teritoriálního vlastence. 
Byl členem Mnichovské společnosti pro křesťanské umění, která byla založena v roce 1860.

## Dílo
Augustin Palme bývá svým dílem řazen mezi nazarény. Kromě maleb s náboženskými tématy však maloval i obrazy s historickými náměty a žánry ze současnosti. 

Výstavu Krasoumné jednoty v pražském Klementinu roku 1839 obeslal z Mnichova pěti obrazy: 
- žánrovým světským výjevem Předčítačka (Vorleserin)
- Sv. Michael archanděl
- Mystické zasnoubení sv. Kateřiny
- dvě nazarénské starozákonní kompozice: Josef v domě Putifarově a Josef a jeho bratři [4]
- Obraz Dáma ve středověkém kostýmu poslal na výroční výstavu Krasoumné jednoty pro Čechy v roce 1847 [5]
- Dva oltářní obrazy: sv. Donáta a sv. Jana Nepomuckého dodal roku 1854 na objednávku opata Dominika Lebschyho premonstrátům do klášterního kostela Nanebevzetí Panny Marie v hornorakouském klášteře Drkolná, na hranicích jižních Čech. Klášter tehdy náležel k české provincii řádu a patřily pod něj například obce Světlík, Mirotice a Frymburk.

## Galerie

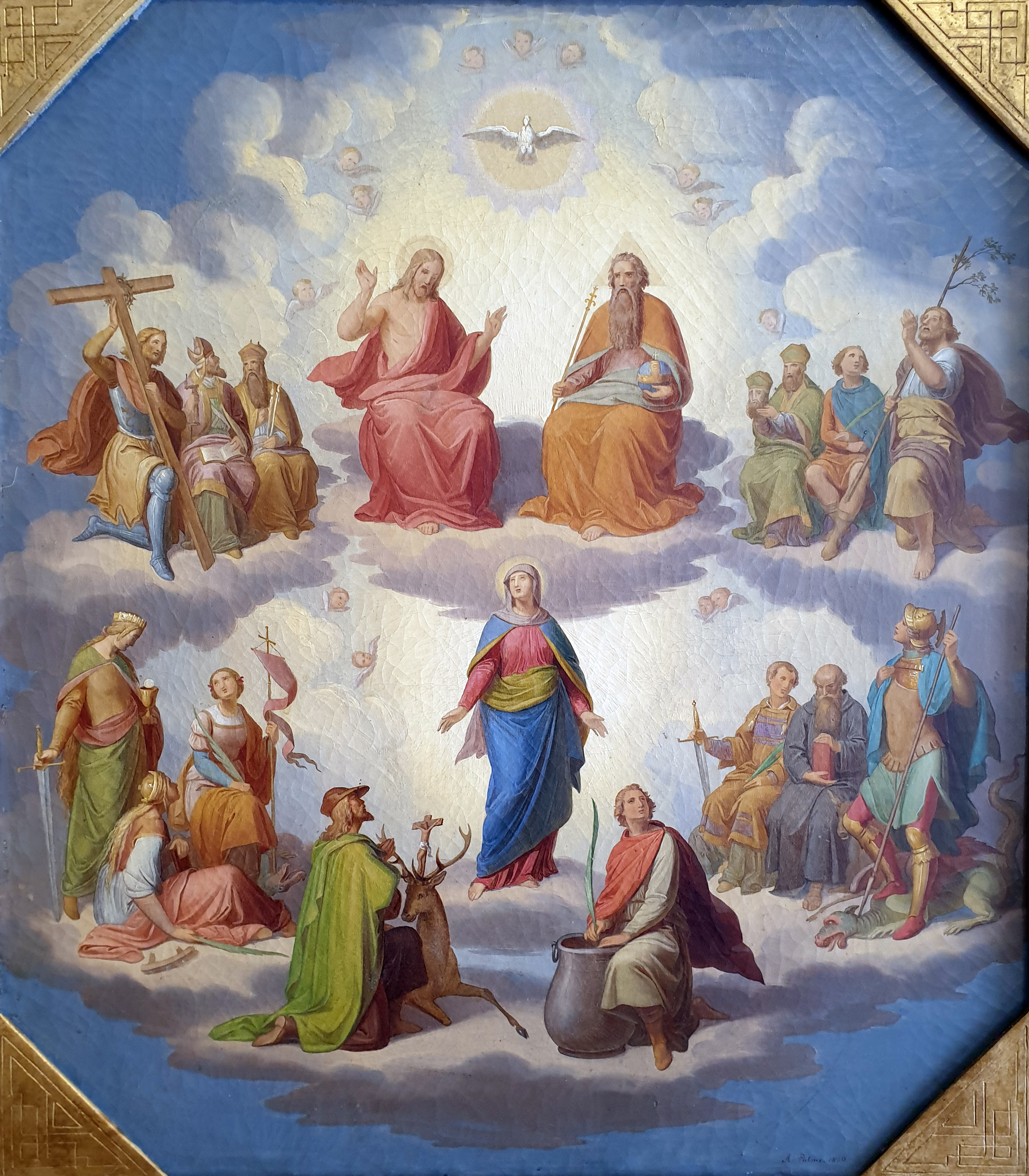
Sv. Trojice, Panna Maria a Čtrnáct svatých pomocníků Muzeum Bamberg, 1850
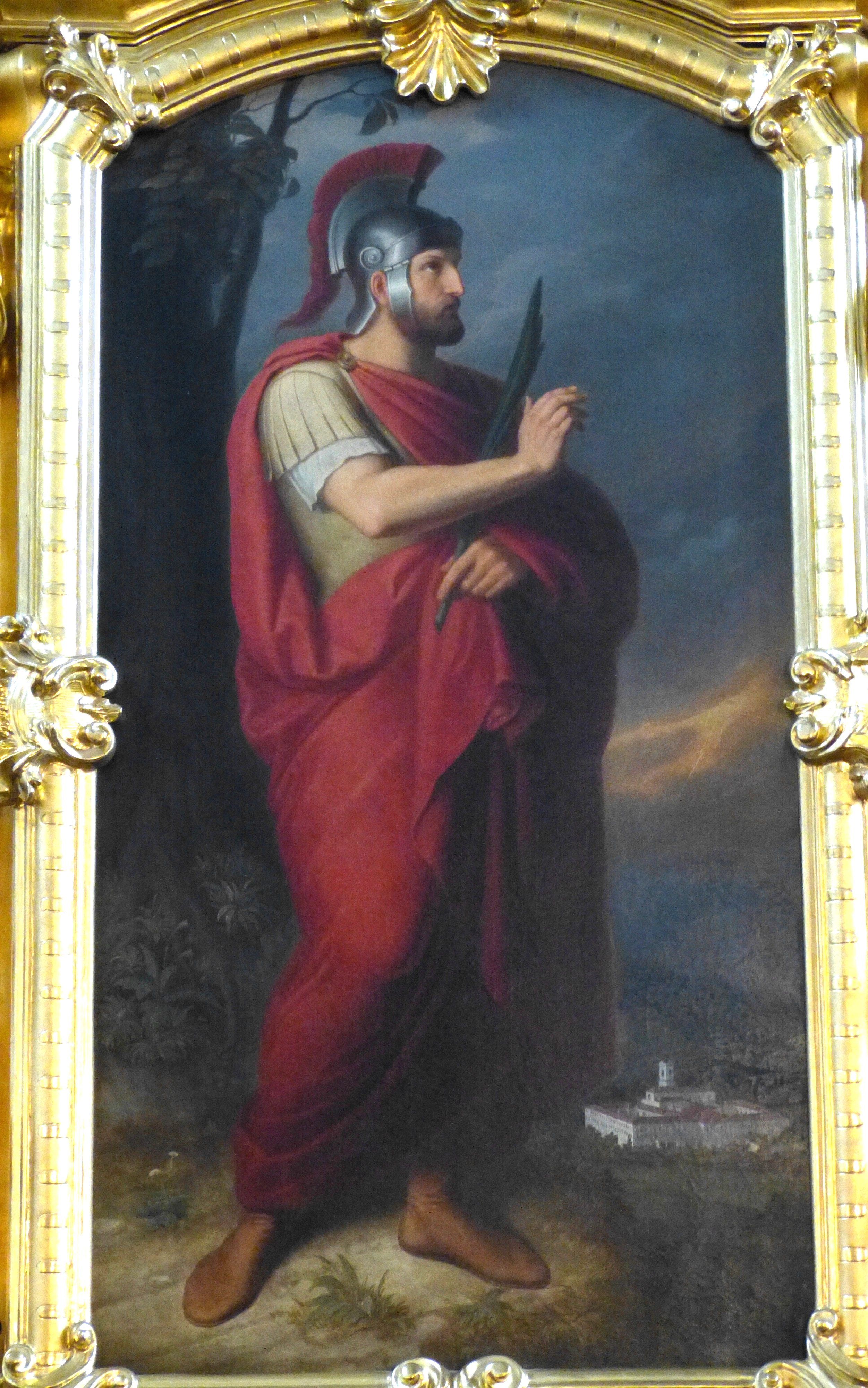
Oltářní obraz sv. Donáta, Schlägl, 1854
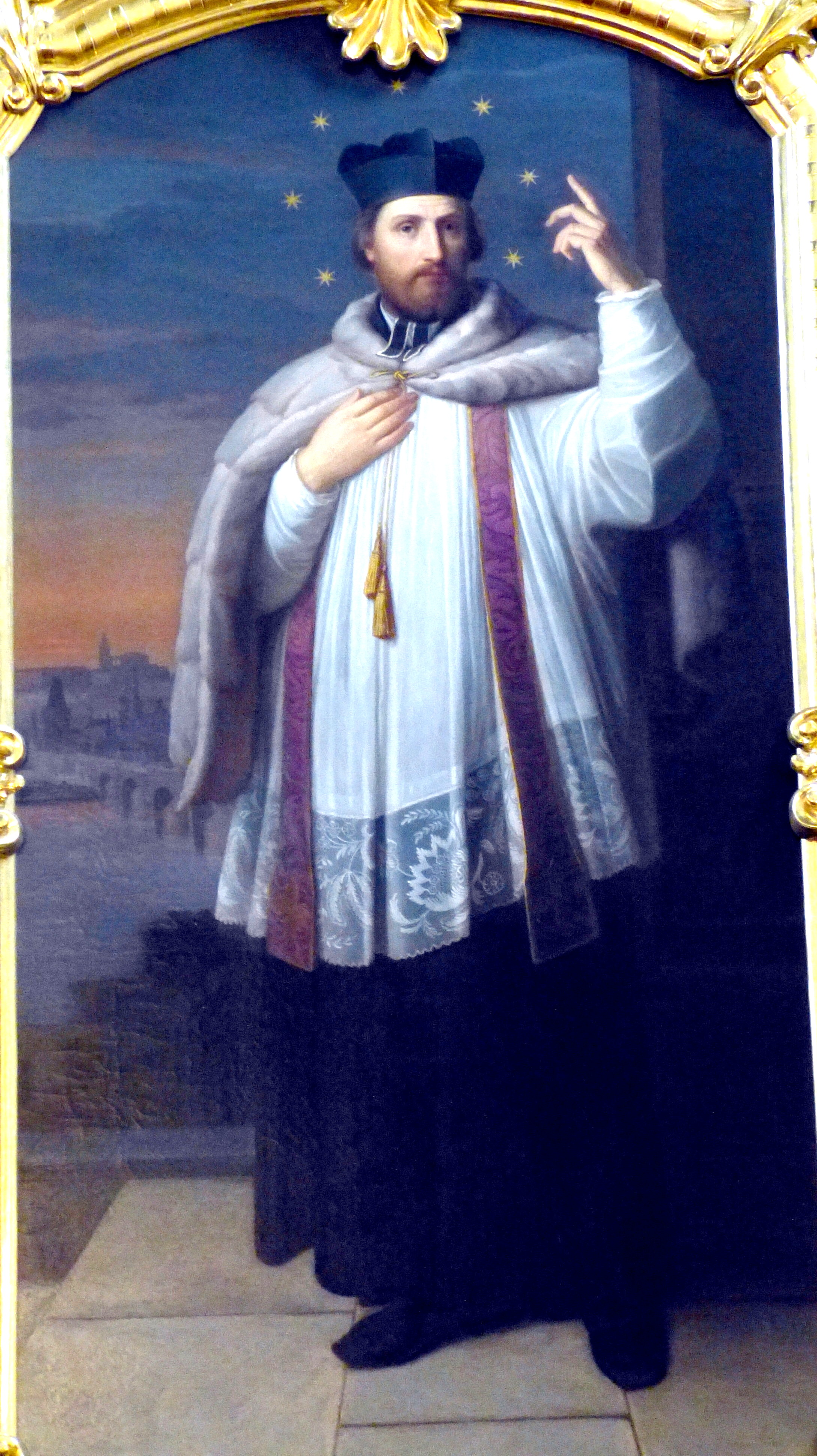
Oltářní obraz sv. Jana Nepomuckého, Schlägl, 1854

## Posmrtná připomínka
Naučná stezka Rokytnických rodáků v Rokytnici nad Jizerou připomíná na zastavení č. 4 Augustina Palmera.

## Zajímavost
V roce 1924 zveřejnil liberecký list Reichenberger Zeitung vzpomínku, podle které vybavil otec Františka Aloise Palmeho na cestu za vzděláním stříbrným dvacetikrejcarem. Když se Palme po letech do Rokytnice vrátil, ukázal občanům tentýž dvacetikrejcar, který si uchoval. Na památku své návštěvy věnoval místnímu kostelu v Rokytnici obraz Panny Marie se synem a svatou Kateřinou.